# Ivan Cerezov
Ivan Cerezov (n. 18 noiembrie 1980, Ijevsk, RSFS Rusă, URSS) este un biatlonist ce a reprezentat Rusia, medaliat olimpic. A participat la 2 ediții ale Jocurilor Olimpice (2006, 2010) în care a câștigat o medalie de argint și o medalie de bronz.